# Enterprise Architecture Management Maturity Framework
Das Enterprise Architecture Management Maturity Framework (EAMMF) ist ein vom US-amerikanischen Government Accountability Office (GAO) entwickeltes Reifegradmodell zur Durchführung von Bewertungen für Unternehmensarchitekturen-Entwicklungen. Das EAMMF zählt zu der Gruppe der Add-On Frameworks. Es ergänzt andere Frameworks bei der Enterprise Architecture Entwicklungsarbeit. Neben dem EAMMF existieren am Markt über 50 Frameworks.

## Entwicklung
Im Februar 2002 wurde die Version 1.0 des EAMMF vom Government Accountability Office veröffentlicht, gefolgt von einem kleineren Update auf Version 1.1 im April 2003.  Die aktuelle Version 2.0 stellt die erste große Überarbeitung des Frameworks dar und wurde im August 2010 veröffentlicht.

## Aufbau

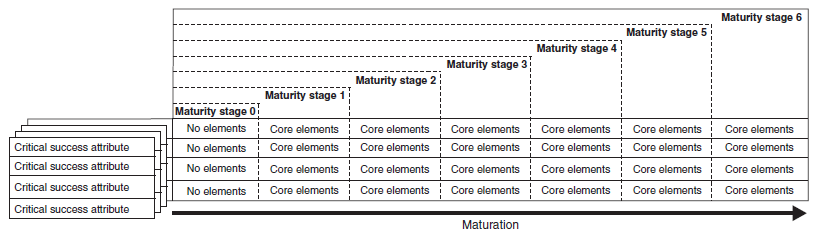
Schematischer Aufbau des EAMMF

Das EAMMF besteht aus drei zusammenhängenden Komponenten:
1. Hierarchische Stufen des Reifegrads (Maturity Stages),
2. Management-Attribute, die kritisch für den Erfolg jedes Programms oder Organisationsunternehmens ist (Critical Success Attributes) und
3. Elemente des Unternehmensarchitekturmanagements, die den Kern eines erfolgreichen und reifen Programms darstellen (Core Elements).[5]

Auf die oben genannten Komponenten gibt es noch vier unterschiedliche Sichten, Representations genannt: Die EA Management Action Representation, die EA Functional Area Representation, die OMB Capability Area Representation und die EA Enabler Representation. Jede Representation greift immer auf die gleichen Core Elements und Maturity Stages zu, jedoch unterscheiden sich die Critical Success Attributes und die dazugehörigen Core Elements jeweils.

### EA Management Action
Diese Darstellung spiegelt vier Eigenschaften oder Attribute wider, die in anderen Modellen als entscheiden für die erfolgreiche Durchführung einer Managementfunktion, einer Initiative oder eines Programms angesehen werden. Zusammengefasst bilden diese Attribute die Grundlage, auf der eine Organisation eine bestimmte Funktion, Initiative oder ein Programm wie EA (Enterprise Architecture) institutionell verwalten kann.
Die vier Attribute sind wie folgt:
- Demonstrates commitment: Bemühungen und Aktivitäten, die das Engagement der gesamten Organisation für die Durchführung des Programms zeigen, z. B. durch die Festlegung von Richtlinien, die Bereitstellung von Ressourcen und die Einbeziehung von Führungskräften
- Provides capability to meet commitment: Bemühungen und Aktivitäten, um die für die Ausführung der Funktion, der Initiative oder des Programms erforderlichen Fähigkeiten (Mitarbeiter, Prozesse und Instrumente) einzurichten
- Demonstrates satisfaction of commitment: Produkte, Ergebnisse und Resultate, die zeigen, dass die Funktion, Initiative oder das Programm erfüllt wird.

- Verifies satisfaction of commitment: Bemühungen und Aktivitäten, um durch quantitative und qualitative Messungen zu überprüfen, ob die Funktion, die Initiative oder das Programm zufriedenstellend ausgeführt wurde.

### EA Functional Area
Diese Darstellung spiegelt vier Hauptgruppen von Kernelementen wider, die als die Funktionen betrachtet werden können, die mit der Entwicklung und Umsetzung einer gut definierten EA (Enterprise Architecture) verbunden sind. Daher basiert diese Darstellung der kritischen Erfolgsattribute im Gegensatz zu den anderen drei Darstellungen nicht auf bestehenden Managementmodellen, Rahmenwerken und Prinzipien.
Die vier Gruppierungen sind wie folgt:
- Governance: Die Gruppe von Kernelementen, die die Mittel zur Verwaltung des EA-Programms bereitstellt.
- Content: Die Gruppe von Kernelementen, die die eigentliche Substanz und den Aufbau aller EA-Artefakte definiert sowie die Art und Weise, wie diese Artefakte abgeleitet, erfasst, gepflegt und zugänglich gemacht werden.
- Use: Die Gruppe von Kernelementen, die für die tatsächliche Umsetzung der EA sorgt und sie als maßgeblichen Bezugsrahmen für fundierte Umgestaltungs-, Modernisierung- und Investitionsentscheidungen behandelt.
- Measurement: Die Gruppe von Kernelementen, die die Qualität von EA-Produkten und -Managementprozessen überprüft und sicherstellt, dass EA-Ergebnisse und -Resultate erreicht werden.

### OMB Capability Area
Diese Darstellung spiegelt die drei Fähigkeitsbereiche wider, die im EA-Bewertungsrahmen des OMB vorgesehen sind. Diese Darstellung zeigt, wie die EA-Rahmenwerke des GAO und des oMB, obwohl sie sich unterscheiden, grundlegend aufeinander abgestimmt sind und im Wesentlichen übereinstimmen.
Die drei Fähigkeitsbereiche und die jeweilige Definition des OMB lauten wie folgt:
- Completion: Das Ausmaß, in dem eine Behörde eine integrierte, organisationsweite Architektur in Bezug auf Geschäft, Leistung, Daten, Dienste, Technologie und Sicherheit sowie einen umfassenden Plan zur Umstellung des Unternehmens entwickelt wird.
- Use: Das Ausmaß, in dem die Behörde wichtige Managementpraktiken, -prozesse und -richtlinien eingeführt hat, die für die Entwicklung, Pflege und Überwachung ihrer Architektur erforderlich sind, und um sowohl die Bedeutung des Architekturbewusstseins als auch den Wert der Anwendung von Architekturpraktiken zu demonstrieren; außerdem wird bewertet, inwieweit die Behörde ihre Architektur für die strategische Planung, die Planung zur Verbesserung der Programmleistung, die Verwaltung von Informationsressourcen, das IT-Management sowie die Kapitalplanung und die Investitionskontrolle nutzt.
- Results: Das Ausmaß, in dem die Behörde die Effektivität und den Wert ihrer Architekturaktivitäten misst, indem sie ihrer Architektur und den damit verbundenen Prozessen Leistungsmessungen zuordnet und über die tatsächlichen Ergebnisse berichtet, um den Erfolg der Architektur zu belegen.

### EA Enabler
Diese Darstellung spiegelt vier kritische Befähiger (d. h. Ressourcen) innerhalb jeder Organisation wider, die genutzte werden können, um Veränderungen zu bewirken Ergebnisse zu erzielen und die gewünschten Ziele zu erreichen. Diese Darstellung ist integraler Bestandteil anderer Modelle und Rahmenwerke und wurde vom GAO bei der Analyse einer Reihe von Programmen, wie z. B. dem Wahlsystem der USA, ausgiebig verwendet.
Die vier organisatorischen Dimensionen sind wie folgt:
- Leadership: Bemühungen und Aktivitäten, die darauf abzielen, leitenden Angestellten die Verantwortung und Rechenschaftspflicht für eine bestimmte Funktion, Initiative oder ein Programm zu übertragen, einschließlich der koordinierten Maßnahmen dieser Angestellten, um die Funktion, Initiative oder das Programm zu lenken, zu leiten, zu beaufsichtigen und auf andere Weise ihre kollektive und individuelle Verantwortung dafür zu demonstrieren.

- People: Bemühungen und Aktivitäten, die sicherstellen sollen, dass die Funktion, die Initiative oder das Programm über ausreichendes Humankapital verfügt, einschließlich Personen mit den erforderlichen Kenntnissen, Fähigkeiten und Fertigkeiten.

- Processes: Pläne, Richtlinien und Verfahren, die regeln, wie die Mitarbeiter eine bestimmte Funktion, Initiative oder ein Programm ausführen sollen, diese organisatorische Dimension umfasst auch die Ergebnisse dieser Pläne, Richtlinien und Verfahren, wie z. B. EA-Inhalte.

- Tools: Rahmenwerke, Methoden sowie Repository- und Analysewerkzeuge, die Menschen bei der Ausführung von Prozessen unterstützen.

## Anwendung
Das EAMMF wird in 27 US-amerikanischen Behörden eingesetzt, unter anderem dem Department of Defense (Verteidigungsministerium) oder dem Department of Commerce (Handels- bzw. Wirtschaftsministerium).